# Phenothrin
Phenothrin ist ein Gemisch mehrerer isomerer chemischer Verbindungen aus der Gruppe der Pyrethroide.

## Gewinnung und Darstellung
Phenothrin kann aus Chrysanthemumsäure und m-Phenoxybenzylalkohol gewonnen werden.

## Verwendung und Wirkungsweise
Phenothrin wird als Insektizid verwendet. Hierbei kommt es vor allem gegen Insekten im Haushalt, gegen krankheitsübertragende Insekten (zum Beispiel Moskitos), bei der Getreidelagerung und zur Behandlung von Kopfläusen zum Einsatz. 
Phenothrin wirkt wie alle Pyrethroide als Nervengift. Der Wirkstoff unterbindet die Reizweiterleitung der Nerven, indem es einen Überschuss an Natriumionen innerhalb der Nervenzellen hervorruft. Dies hat Lähmungen, Atemstillstand und zuletzt den Tod des Insekts zur Folge.

## Zulassung
Die Verwendung des Wirkstoffs Phenothrin in Pflanzenschutzmitteln ist in der Europäischen Union nicht erlaubt.
In Deutschland, Österreich und der Schweiz sind keine Pflanzenschutzmittel mit diesem Wirkstoff zugelassen.
In Deutschland sind allerdings zahlreiche Biozide (für die Schädlingsbekämpfung in Innenräumen) mit dem Wirkstoff Phenothrin zugelassen.

## Stereochemie
Phenothrin hat aufgrund der zwei Stereozentren im Cyclopropan-Ring vier Stereoisomere (zwei Enantiomerenpaare). Verwendung als Insektizid findet dabei das Gemisch aus (1R)-cis- und (1R)-trans-Isomeren.

(1R,3R)-cis-Enantiomer
(1R,3S)-trans-Enantiomer
(1S,3S)-cis-Enantiomer
(1S,3R)-trans-Enantiomer